# Liste der Monuments historiques in Les Iffs
Die Liste der Monuments historiques in Les Iffs führt die Monuments historiques in der französischen Gemeinde Les Iffs auf.

## Liste der Bauwerke
| Bezeichnung                                                         | Beschreibung | Standort | Kennzeichnung | Schutzstatus   | Datum     | Bild           |
| ------------------------------------------------------------------- | ------------ | -------- | ------------- | -------------- | --------- | -------------- |
| Kirche St-Ouen mit Fenstern der Renaissance (z. B. Heiligenfenster) |              | (Lage)   | PA00090602    | Classé         | 1906      | weitere Bilder |
| Château de Montmuran                                                | Schloss      | (Lage)   | PA00090603    | Inscrit Classé | 2000 2003 | weitere Bilder |
| Manoir de la Boulaye                                                | Herrenhaus   | (Lage)   | PA00090604    | Inscrit        | 1968      | weitere Bilder |

## Liste der Objekte

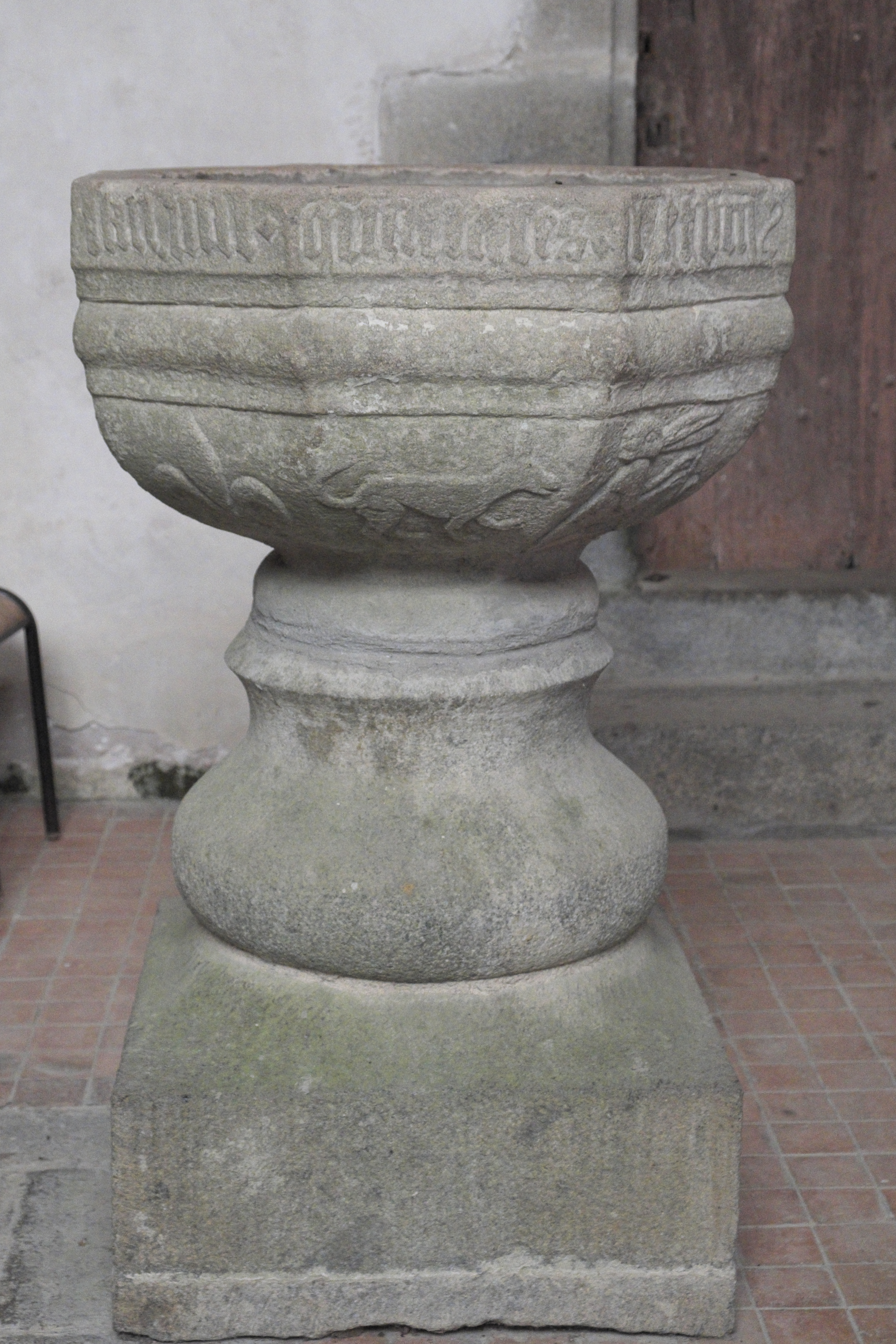
Taufbecken oder Weihwasserbecken (1458) in der Kirche St-Ouen

- Monuments historiques (Objekte) in Les Iffs in der Base Palissy des französischen Kultusministeriums